# Bent Angelo Jensen
Bent Angelo Jensen (* 10. Juli 1977 in Sønderborg, Dänemark) ist ein deutscher Modedesigner dänischer Herkunft und Gründer des Modelabels Herr von Eden (HvE). Zu seinen Kunden zählen unter anderem Jan Delay, Peter Doherty und Udo Lindenberg.

## Leben und Werdegang

### Kindheit und Jugend (1977–1995)
Bent Angelo Jensen wurde 1977 in Sønderborg geboren. Seinen ersten Vornamen „Bent“ erhielt er von seinem dänischen Vater Hans-Gerhard Luigi Jensen (1947–1982), der hauptberuflich im Rotlichtmilieu arbeitete und Inhaber eines Stripteaseklubs war. Ferner führte er eine Industriebäckerei, die dänische Hotdog-Brötchen herstellte. Er starb an seinem „ungesunden Lebensstil“, als Jensen fünf Jahre alt war. Nach dem Tod seines Vaters wuchs Jensen in einer deutschen Pflegefamilie in Flensburg auf. Seinen zweiten Vornamen „Angelo“ erhielt Jensen von seiner italienischen Großmutter (1923–2015). Jensens Mutter (* 1946) stammt aus Deutschland. Er hat eine ältere Schwester (* 1964) und einen älteren Bruder (* 1972).
Im Alter von 14 Jahren stöberte Jensen in Altkleidersammlungen des DRK, da er nicht zu der damals modischen Masse gehören wollte. Für seine Garderobe suchte er nach Anzügen und Krawatten: „Das war für mich eine Art Rebellion. Ich finde es einfach reizvoll, mich gegen den Standard aufzulehnen“, sagt Jensen. Schließlich begann er in einem Secondhandladen in Flensburg zu arbeiten und sortierte abgelegte Anzüge. „Das war meine Ausbildung. Ich lernte alles über Größen, den Umgang mit Kunden und Buchhaltung.“ Zum Abitur kaufte ihm seine Mutter einen neuen Anzug und schlug vor, er könne eine Banklehre machen. Doch Jensen, der in der Schule unter anderem das Fach Mathematik als Leistungskurs hatte, lehnte dies ab.
Jensen wohnt in Hamburg-St. Georg und ist mit der Fotografin Kat Voltage liiert.

### 24 Hours – 24 Cabins (1995–1998)
Nach seinem Abitur zog Jensen 1995 nach Hamburg, absolvierte dort seinen Zivildienst und eröffnete mit einem Freund in einem ehemaligen Lebensmittelgeschäft im Hamburger Karolinenviertel den Modeladen 24 Hours – 24 Cabins. Dort verkauften die beiden importierte US-amerikanische Jeans und gebrauchte Secondhand-Hemden aus den 1970er Jahren.

### Herr von Eden (1998–2013)

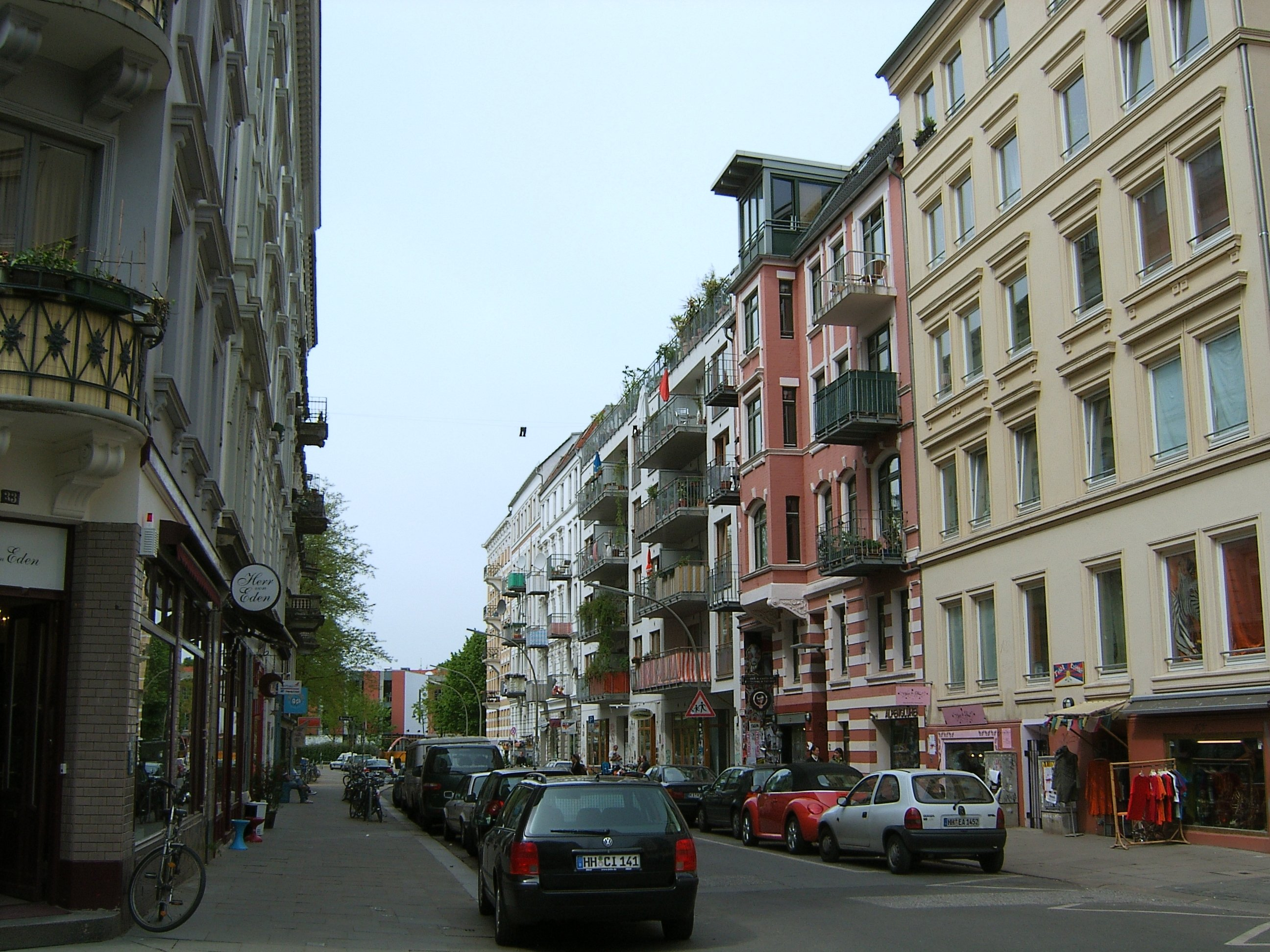
Blick in die Hamburger Marktstraße, links Herr von Eden, 2006

1998 verließ Jensen 24 Hours – 24 Cabins und eröffnete gegenüber sein Geschäft Herr von Eden. Damit spezialisierte er sich auf gebrauchte Anzüge im Stil exklusiver Herrenausstatter. Anfangs war das Geschäft mit gehobener Secondhandware bestückt, die Jensen in früheren Jahren zusammen gesammelt hatte. Er verlieh Anzüge und Jacketts für eine bestimmte Monatsrate an Kundschaft, die dafür einmal pro Woche ein anderes Stück, gereinigt und gewartet, wiederbekam. „Offene Garderobe“, nannte Jensen sein Konzept. Kurz darauf wollten die in etwa 30 Kunden ihre Lieblingsstücke nicht mehr hergeben, also verkaufte Jensen diese. 300 bis 350 DM bekam er für Vintage-Stücke. Sein Label habe Jensen deswegen Herr von Eden genannt, weil er einen deutschen Namen haben wollte, der „gehobene Herrengarderobe“ vermitteln sollte. Er selbst favorisiere jedoch die Initialen HvE und sagt, Herr von Eden sei „einfach ein anderer Begriff für Gentleman“.
1999 entwarf Jensen seinen ersten eigenen Anzug, den seine ältere Schwester Britta schneiderte. Britta Jensen ist gelernte Schneiderin und arbeitete damals als Dozentin an einer Kopenhagener Modeschule. Sie half Jensen, seine Ideen umzusetzen. Nachdem sie die Schnittmuster fertig gestellt hatte, kontaktierte Jensen das polnische Konsulat und fragte nach Adressen von Textilherstellern, die die Anzüge in guter Qualität produzieren könnten. Im November fuhr er dann mit einem Freund nach Polen und fand ein Werk, das ihm zwanzig weiße und zwanzig schwarze Anzüge fertigte und per Luftfracht nach Hamburg schickte. Im Januar waren die Anzüge bereits ausverkauft. Schließlich lieh sich Jensen von seiner Schwester Lehrbücher, um selbst Schnittmuster und Textiltechnologien entwerfen zu können; er agiert selbst als Model, um seine Werbekampagnen zu unterstützen. Rückblickend sagt Jensen, er wollte nicht als „Lumpenhändler“ oder „Altkleiderkönig“ in die Geschichte eingehen.
Bei Sonderanfertigungen wird Jensen von professionellen Schneidern und einem Modellmacher unterstützt. In einem ersten Schritt werden 25 bis 30 Maße genommen, woraus ein Probemodell aus Nessel entsteht. „Auf diesem Material werde ich dann als Designer tätig“, sagt Jensen. Dabei ginge es neben Wahl des Tuches und der Entscheidung für einen Schnitt auch um vermeintliche Details: wo werden beispielsweise Knöpfe und das Revers angebracht, welche ist die ideale Taschenposition. Dann folgt eine zweite Anprobe mit dem Originalstoff und nach einem dritten Termin kann der Kunde den Anzug mitnehmen.
Die meisten Ideen für seine Kreationen kämen ihm beim Spazierengehen und Reisen, sagt Jensen. Mittlerweile besitzt Autodidakt Jensen eine komplette Kollektion, die er in seinen drei Läden in Hamburg, Berlin und Köln verkauft. Seine Ware wird in Tschechien und in der Slowakei hergestellt.

### Insolvenzantrag im Jahr 2013
Ende Juni 2013 stellte Jensen für Herr von Eden einen Insolvenzantrag, da er eine Million Euro Schulden hatte. Am 23. September 2013 fand unter dem Slogan Bent Aid! (englisch für Unterstützung für Bent [Angelo Jensen]) in den Hamburger Deichtorhallen eine Benefiz-Auktion statt, bei der Prominente Gegenstände versteigerten, deren Erlös dem insolventen Modelabel zugutekam. Beispielsweise malte Udo Lindenberg für die Auktion ein Bild, das für 20.000 Euro versteigert wurde. Insgesamt wurden bei der Auktion 50.000 Euro erzielt, die Jensen auf einem Anderkonto anlegte. Zudem sammelte er Geld im privaten Umfeld.

### Restrukturierung vonHerr von Eden(seit 2014)
Nach dem Insolvenzantrag erfolgte im Jahr 2014 eine Restrukturierung und Jensen bildete eine Arbeitsgruppe, die aus einem Insolvenzverwalter, einem Anwalt, einem Finanzberater und dem Geschäftsführer Florian Töbe bestand, den Jensen seit dem Jahr 1999 kennt. „Florian war mein erstes Model“, erinnerte er sich. Jensen schloss die Filialen in München und Kopenhagen. Außerdem strich er die Damen-, Schuh- und Schmuckkollektion aus dem Programm sowie die eigene Parfümlinie. Zudem reduzierte er seinen Mitarbeiterstab von 35 Angestellten auf 18.
Seit dem 1. Juli 2014 übernimmt Jensen wieder die alleinige Verantwortung und das Unternehmen Herr von Eden betreffende Entscheidungen müssen einem Insolvenzverwalter nicht mehr vorgelegt werden.

## Modestil

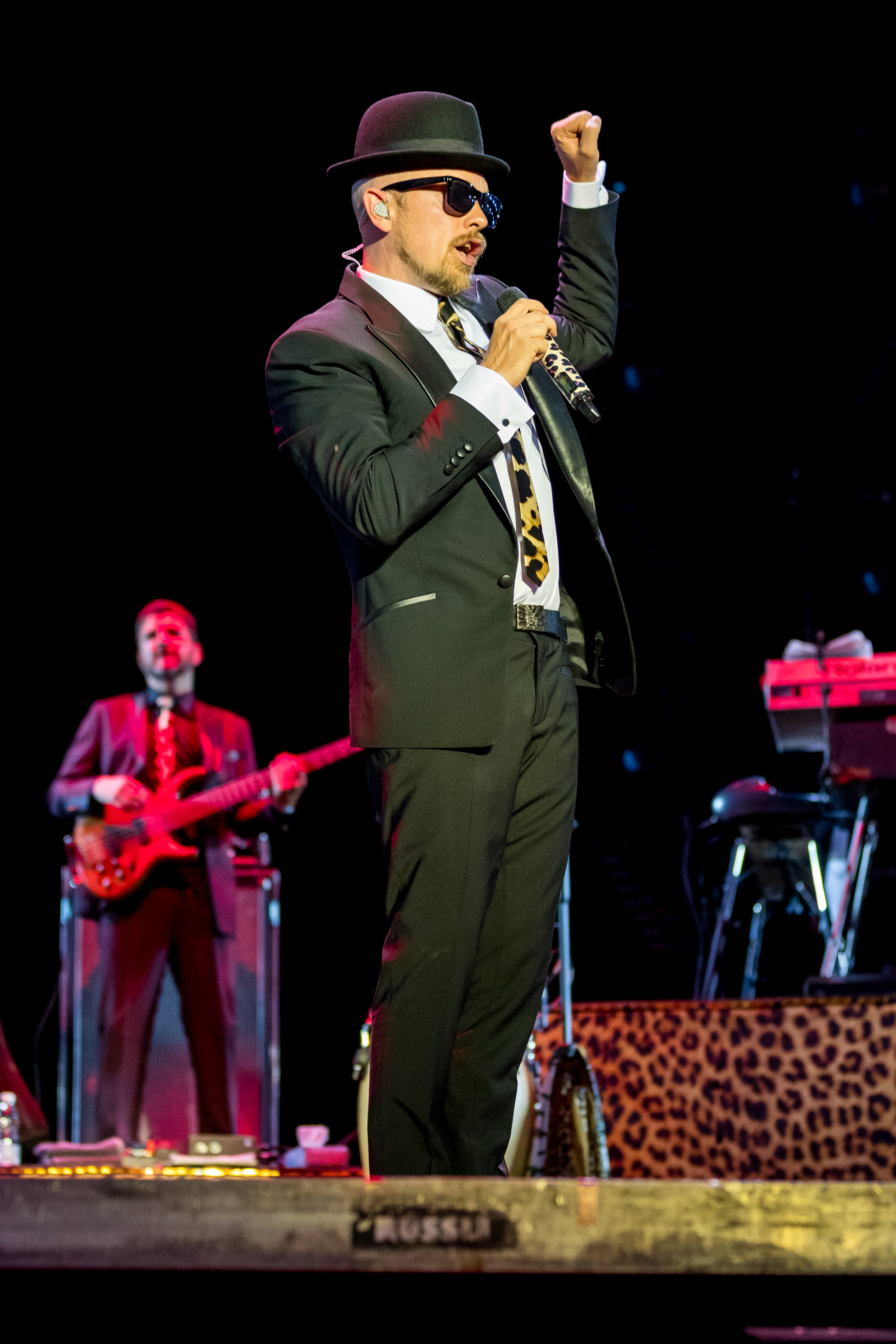
Jan Delay in einem Anzug von HvE, Rock the Ring, 2018

Nach dem Insolvenzantrag konzentrierte sich Jensen auf Herrenmode, mittlerweile produziert er viele Stücke unisex. Seine Kollektionen sind eine Kombination aus Nostalgie und Avantgarde; eine Mischung aus Dandy, Glamour im 1920er-Jahre-Stil gepaart mit Eleganz. Der modische Stil ist von Höhepunkten vergangener Mode-Dekaden inspiriert, besitzt aber den Zeitgeist. Kleine Schnittvariationen und dezent verspielte Details wie Manschettenknoten oder schräg aufgesetzte Manteltaschen verleihen Jensens Kollektionen ihren eigenen Stil. Zuweilen gelten seine Kollektionen als extravagant und provokant. Typische Merkmale des Herr von Eden-Looks sind Samt- und Tweed-Jacketts, Flanellhosen, Kaschmir-Mäntel, dazu bunte Seiden-Krawatten und Einstecktücher. Jensen selbst nennt seinen Modestil „Windsor-Punk“ und seine modischen Vorbilder sind Ermenegildo Zegna, Etro, Vivienne Westwood sowie die Entwürfe des jungen Yves Saint Laurent.

## Rezeption
Vor allem Künstler aus der Musikbranche tragen zuweilen Kollektionen von Bent Angelo Jensen; beispielsweise sprach im Jahr 2006 der Sänger Jan Delay Jensen im Golden Pudel Club in Hamburg an, ob dieser für ihn Anzüge entwerfen könne. Zunächst kreierte ihm Jensen nur einen Anzug und stellte diesen für Delays Aufnahmen zum Studioalbum Mercedes-Dance zur Verfügung. Im Jahr 2009 entwarf Jensen dann für die Tournee Wir Kinder vom Bahnhof Soul ein komplettes Bühnenoutfit für Jan Delay und sein elfköpfiges Orchester. „Ich sprach mit jedem einzelnen Musiker, was seine Vorlieben sind, was zu ihm passt, welche Größe er trägt“, erinnerte sich Jensen. Für Delay kreierte er Anzüge, die an die frühen 1980er Jahre und an die Pastellfarben des Miami-Stils erinnern. Dazu kombinierte Jensen Porkpie-Hüte. Im Jahr 2009 wurde Delay von dem Lifestyle-Magazin GQ in der Kategorie Style zum „Mann des Jahres“ gekürt. „Dieser ‚Pokal‘ ging damit auch an uns“, freute sich Jensen. Im Jahr 2010 gewann Jensen Gold mit seinem Modelabel Herr von Eden bei dem deutschen Medienpreis LeadAward in der Kategorie Anzeigenkampagne des Jahres.
Die Sängerin Lady Gaga kaufte sich 2010 eine Sonnenbrille aus der limitierten Kollektion Edeneyes, die ebenfalls von Jensen stammt und Thomas Gottschalk ließ sich 2012 für eine TV-Show 50 Komplettoutfits von ihm entwerfen. Im Jahr 2014 fertigte Jensen für Wolfgang Joop fünf Anzüge für die Castingshow Germany’s Next Topmodel an. Im gleichen Jahr besuchte Jensen ein Hamburger Konzert der Band Babyshambles, deren Frontsänger Peter Doherty er traf; auf Vorschlag von Jensen nahm Doherty mit seiner Band im Tonstudio Clouds Hill im Hamburger Stadtteil Rothenburgsort neue Musik auf.
Weitere Prominente, die Jensen mit seiner Kollektionen ausgestattet hat, sind:
Bela B,
Bill Kaulitz,
Eckart von Hirschhausen,
Fatih Akın,
Götz Alsmann,
Chilly Gonzales,
Lukas Podolski,
Martin Gore,
Michael Stipe,
Peaches,
Robert Stadlober,
Rocko Schamoni,
Stefan Kretzschmar,
The Libertines,
Tim Mälzer,
Udo Kier,
Udo Lindenberg,
Ulrich Tukur und
Willem Dafoe.
2015 war Jensen Schirmherr des Design- und Modefestivals le bloc in Köln. Im Mai 2019 war er in der Jury von „Guidos Masterclass“ tätig, einem Castingformat über Modedesign, das von Guido Maria Kretschmer auf dem Privatsender VOX moderiert wurde.